# Dobreprogramy
dobreprogramy – polski portal internetowy poświęcony szeroko pojętej tematyce nowych technologii, wchodzący w skład Grupy WP.

## Historia
Portal powstał 17 listopada 2002 roku, jednak jego oficjalne otwarcie nastąpiło 7 grudnia tego samego roku. Początkowo nosił nazwę dobreprogramy.com. Z czasem została ona skrócona do dobreprogramy a serwis udostępniony został z szeregu domen, w tym także zalecanej obecnie, dobreprogramy.pl.
Założycielami serwisu byli Leszek Kędzior (Krogulec), Kamil Cybulski (Cebula), Robert Lis (Lisek) i Rafał Szramowiat (Rafal).
W grudniu 2005 roku w teście serwisów z programami Programy za darmo magazynu Komputer Świat portal został oceniony najwyżej spośród polskich serwisów oferujących bazę oprogramowania. Informacje na temat serwisu pojawiały się także w innych magazynach (m.in. PC Format, Komputer Świat Ekspert, Dziennik, Świat Kobiety). Na aktualność z portalu powoływano się również na antenie TVN24 oraz TVN CNBC Biznes.
W lutym 2004 serwis doczekał się nowego, zielonego szablonu (ang. layout), zrywając z pierwotną pomarańczową kolorystyką. Szablon ten utrzymał się do 25 sierpnia 2009. Tego dnia miała miejsce kolejna zmiana wyglądu. Tym razem została utrzymana zielona kolorystyka, jednak sam portal uległ gruntownej przebudowie. Dodano m.in. bazę programów dla systemów GNU/Linux oraz OS X oraz wprowadzono możliwość opcjonalnej rejestracji.
Dnia 1.08.2013 wprowadzono nową, bazującą na modnej stylistyce dużych ikon, dużych zdjęć, płaszczyzn i bieli, wersję serwisu dobreprogramy.pl. Serwisy Gamikaze i TechIT zostały wyłączone, a newsy i treści prezentowane na tych stronach zaczęły pojawiać się na portalu dobreprogramy.pl.
W listopadzie 2013 Grupa o2 S.A. kupiła 51 procent udziałów w serwisie dobreprogramy.pl.

## Charakterystyka
dobreprogramy to portal skupiający się na publikowaniu materiałów związanych z nowymi technologiami, sprzętem komputerowym i oprogramowaniem, zarówno darmowym, jak i komercyjnym.
Portal oferuje codzienne aktualności dotyczące oprogramowania i technologii internetowych, bazę oprogramowania oraz artykuły związane z tematyką serwisu. Logo portalu stanowi komiksowa twarz, odgryzająca fragment płyty CD-ROM. Często publikowane są także felietony.
Od połowy 2007 roku portal dobreprogramy publikuje materiały wideo w postaci strumieni oraz plików do pobrania. Materiały te to głównie wywiady z twórcami popularnych aplikacji oraz rejestracje wideo prelekcji dotyczących otwartego oprogramowania.
Od 2007 roku serwis, co rok, organizuje zloty swoich czytelników.
I zlot czytelników vortalu dobreprogramy zorganizowany został w dniach 21–23 września 2007 w Szklarskiej Porębie. W zlocie wzięło udział 130 czytelników.
W dniach 5–7 września 2008 roku w Jastrzębiej Górze koło Władysławowa odbył się HotZlot, czyli drugie spotkanie czytelników portalu dobreprogramy, a także TechIT i Gamikaze – nowych dzieł twórców dobrychprogramów.
W dniach 28–30 sierpnia 2009 odbył się kolejny zlot – HotZlot 2009 w Rynie na Mazurach.
W roku 2010 HotZlot zorganizowany został w Zamku na Skale w pobliżu Lądka Zdroju w dniach 9–11 lipca
HotZlot w 2011 roku odbył się w dniach od 4 do 6 lipca w Dolinie Charlotty na Pomorzu.
W roku 2012 zlot czytelników odbył się kolejny raz na Zamku na Skale w dniach 13–15 lipca,
HotZlot 2013 odbył się w dniach 26–29 lipca 2013 w zamku Kliczków, a HotZlot 2014 w dniach 4–7 lipca po raz trzeci w Zamku na Skale.

### Forum dyskusyjne
Od 5 maja 2003 portal posiada własne forum dyskusyjne. Od początku istnienia forum bazowało na skrypcie PhpBB. Od lipca 2013 forum działa na skrypcie IP.Board. Jest to jedno z największych forów dyskusyjnych w Polsce.

## Popularność
Według danych z 2012 roku portal odwiedza 7 milionów unikalnych użytkowników miesięcznie, generując w tym samym czasie około 36 milionów odsłon. Przeszło 80% czytelników to osoby w wieku między 15. a 39. rokiem życia, niemal 75% posiada wykształcenie średnie lub wyższe. Odbiorcami portalu są głównie osoby zainteresowane tematyką komputerową lub posiadające doświadczenie w pracy z nimi.